# Radulfo di Caen

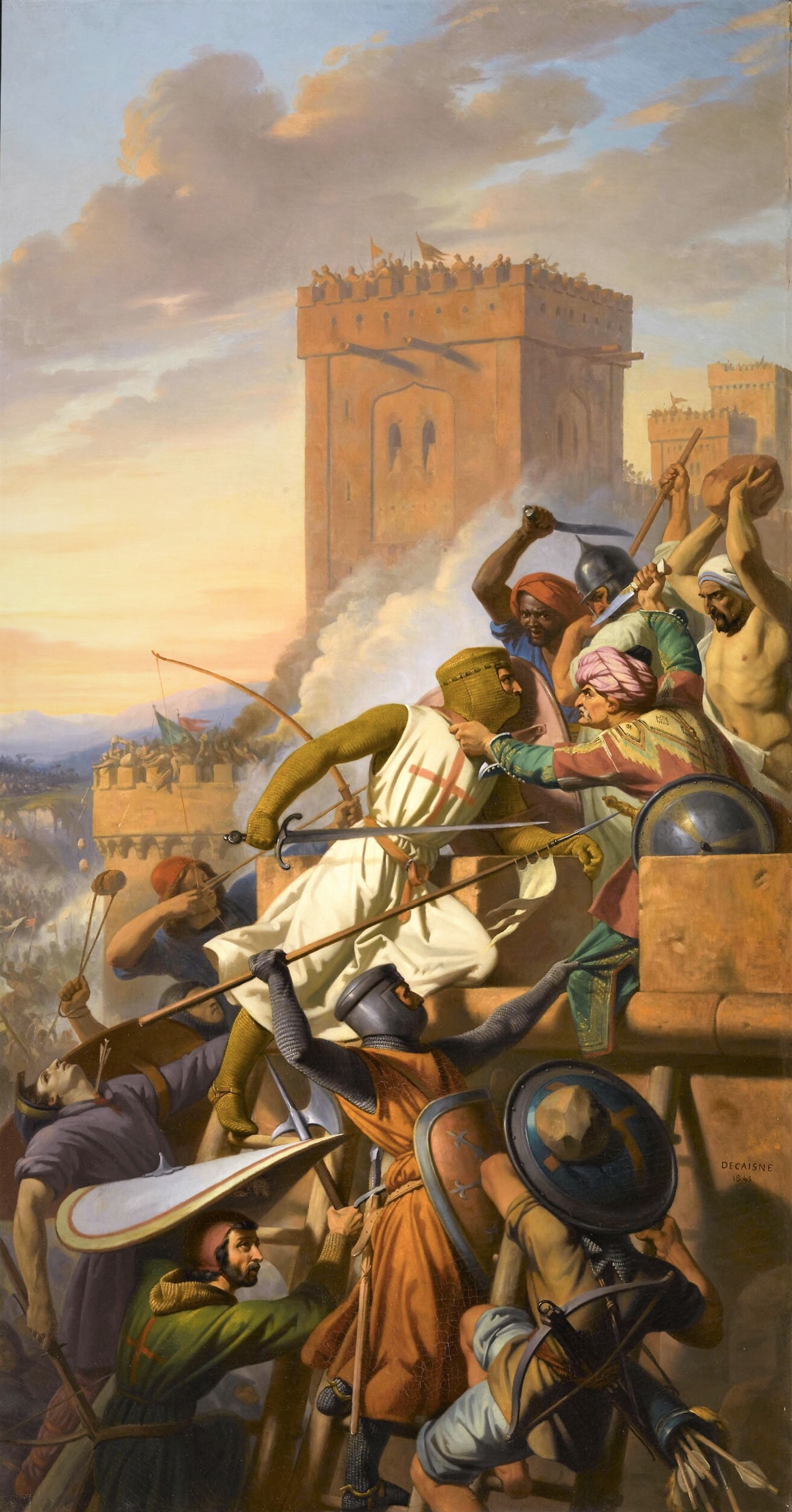
Prima Crociata: Assedio di Marra

Radulfo (o Raul) di Caen (Caen, 1080 – XII secolo) è stato uno storico francese.

## Biografia
Cronista medievale, di cui fu maestro Arnolfo di Rœux, ha partecipato alla prima crociata, agli ordini del principe normanno Boemondo (dopo averlo seguito in Grecia) e, di conseguenza, nell'esercito di Tancredi Marchese. Si impegnò nel liberare la città di Edessa dall'assedio dei Turchi.  Visse poi a Nablus, nei pressi del monte Ehilam dove presumibilmente morì dopo il 1118.

## Opere
Dopo la morte di Tancredi nel 1112, Radulfo redige le sue Gesta Tancredi per ricordare le imprese del valoroso nobile normanno, Tancredi di Galilea, nipote di Boemondo e uno degli eroi della Crociata (1095-1099). Il nome completo di quest'opera è «Gesta Tancredi in Expeditione Hierosolymitana».
L'opera fu scritta prima del 1118 ma si ferma bruscamente nel 1105, il resto del documento essendo certamente andato perduto. Questa storia, tutta in lode di Tancredi, non è peraltro meno preziosa per la storia generale della prima spedizione dei crociati in Oriente. Se Radulfo non ha visto tutte le cose che narra, era però quanto meno ben a conoscenza di ciò che raccontava, meglio di ogni altra persona, relativa al periodo 1096-1107.
Detta cronaca è stata redatta in capitolo, alcuni dei quali in prosa, altri in versi poetici. Radulfo, in quanto storico, deve essere esaminato con attenzione particolare per chiarire o correggere alcuni punti storici, dal momento che egli differisce nel suo racconto da quelli degli altri autori a lui contemporanei.